# 宽框荠
宽框荠（学名：Platycraspedum tibeticum），为十字花科宽框荠属下的一个种。其种加词“tibeticum”意为“西藏的”。
现接受名为宽框荠（Eutrema schulzii Al-Shehbaz & S.I.Warwick, 2005）。